# Odontología holística

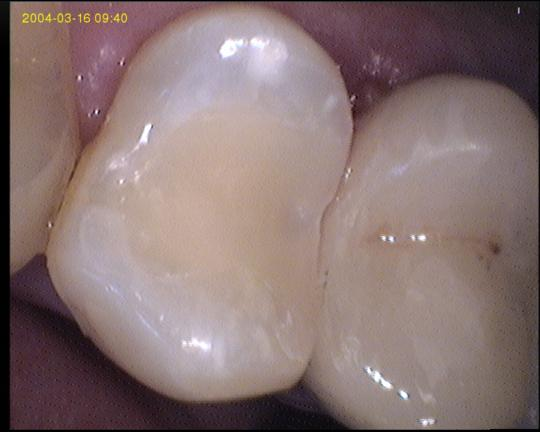
Diente reparado con composite.

Odontología holística es la especialidad médica y quirúrgica en odontología que se encarga del diagnóstico, tratamiento y prevención de las enfermedades del aparato estomatognático (esto incluye los dientes, la encía, la lengua, el paladar, la mucosa oral, las glándulas salivales y otras estructuras anatómicas implicadas) con una visión holística.

## Explicación
La odontología holística se propone disminuir el uso de metales para reparar la dentadura, usando restauraciones adhesivas de fibra de vidrio o carbono para las obturaciones de caries, las coronas o las fundas.